# Timonius nigrescens
Timonius nigrescens är en måreväxtart som beskrevs av Theodoric Valeton. Timonius nigrescens ingår i släktet Timonius och familjen måreväxter. Inga underarter finns listade i Catalogue of Life.